# Johanna Falckner

Johanna Falckner (2014)

Lilli Johanna-Friederike Falckner (* 5. Dezember 1982 in Ost-Berlin) ist eine deutsche Theater- und Filmschauspielerin.

## Leben
Ein Großonkel Falckners war Otto Gebühr. Ihr Großvater mütterlicherseits war der Schauspieler Siegfried Seibt. Im Alter von 16 Jahren bestand sie die Prüfung an der Hochschule für Musik und Theater „Felix Mendelssohn Bartholdy“ in Leipzig. Sie studierte dort von 1999 bis 2003 Schauspiel. Während des Studiums hatte sie ein Engagement am Nationaltheater Weimar und absolvierte dort das Studium unter der Leitung von Katja Paryla mit Diplom.
Falckner war als festes Ensemblemitglied am Nationaltheater Weimar, Theaterhaus Jena, Theater Aachen, Theater Bremen und ist seit der Spielzeit 2013/14 am Theater Bonn engagiert. Sie gastierte unter anderem am Schauspielhaus Hamburg, Theater Basel, Radialsystem, Deutsches Theater Göttingen, Kampnagel, Philharmonie Minsk, Maxim-Gorki-Theater und am Ballhaus Ost.
Am Theater arbeitete Falckner unter anderem mit Katja Paryla, Alexander Lang, Thomas Thieme, Novoflot, Claudia Bauer, Þorleifur Örn Arnarsson, Rainald Grebe, Graft Gesellschaft von Architekten, Christian von Treskow, Jimi Siebels, Joerg Zboralski, Ludger Engels, Christine Eder, Hans-Werner Kroesinger, Martin Nimz, Mirja Biel, Malte Ubenauf, Alice Buddeberg, Sebastian Kreyer, Sebastian Schug, Robin Telfer und Elina Finkel.
Falckner lebt in Berlin.

## Theater (Auswahl)
- 2003 Nationaltheater Weimar
  - Aischylos – Orestie (Kassandra) – Regie: Katja Paryla
  - William Shakespeare – König Lear (Cordelia) – Regie: Alexander Lang
  - Bertolt Brecht – Baal – Nationaltheater Weimar – Regie: Thomas Thieme
- 2004 Theaterhaus Jena
  - Marc Becker – Wir im Finale – Regie: Christian von Treskow
  - Marc Becker – Margot und Hannelore (Hannelore) – Regie: Christian von Treskow
  - Anton Tschechow – Platonov (Sofia) – Regie: Claudia Bauer
- 2005–2007 Theater Aachen
  - Boris Vian – Der Herzausreisser (Clementine) – Regie: Malte Ubenauf
  - Tennessee Williams – Endstation Sehnsucht (Blanche) – Regie: Ludger Engels
  - Heinrich von Kleist – Prinz Friedrich von Homburg (Nathalie) – Regie: Monika Stei
  - Hans-Werner Kroesinger – Outcast Bodys – Regie: Hans-Werner Kroesinger
- 2008 Theater Basel
  - Jean Genet – Die Zofen (Claire) – Regie: Susanne Heising
- 2008 Kampnagel
  - Anton Tschechow – Die Möwe (Mascha) – Regie: Alice Buddeberg
- 2009 Radialsystem V
  - Johann Sebastian Bach – Das Weihnatsoratorium – Regie: Novoflot
- 2010 Ballhaus Ost
  - Dirk Laucke – Alter Ford Escort dunkelblau (Paul) – Regie: Sascha Hargesheimer
- 2011 Theater Bremen
  - Rainer Fassbinder – In einem Jahr mit 13 Monden (Irene) – Alice Buddeberg
- 2011 Schauspielhaus Hamburg
  - Anton Tschechow – Die Möwe (Nina) – Regie: Alice Buddeberg
- 2012 Theater Bremen
  - Anton Tschechow – Platonov (Grekowa) – Regie: Christine Eder
  - Georg Büchner – Lenoce und Lena (Lena) – Regie: Joerg Zboralski, Mirja Biel
- 2013 Theater Aachen
  - Moritz Rinke – Wir lieben und wissen nichts (Hannah) – Regie: Robin Telfer
  - Ewald Palmetshofer – Wohnen unter Glas (Babsi) – Regie: Marion Schneider
- 2013–2016 Theater Bonn
  - Alfred Döblin – Karl und Rosa (Uraufführung / Sonja, Minna, Lucie) – Regie: Alice Buddeberg
  - Friedrich Hebbel – Die Nibelungen (Brunhild) – Regie: Þorleifur Örn Arnarsson
  - Juli Zeh – Nullzeit (Uraufführung/Jola) – Regie: Sebastian Kreyer
  - Arthur Schnitzler – Anatol (Cora, Gabriele) – Regie: Sebastian Schug
  - Choderlos de Laclos – Gefährliche Liebschaften (Madame de Touvel) – Regie: Mirja Biel
  - Johann Wolfgang von Goethe – Faust 1 (Mephisto) – Regie: Alice Buddeberg
  - Thomas Vinterberg – Das Fest (Mette) – Regie: Martin Nimz
  - Johann Wolfgang von Goethe – Werther (Lotte) – Regie: Mirja Biel
  - Thomas Melle – Bilder von uns (Uraufführung/Katja) – Regie: Alice Buddeberg

## Filmografie (Auswahl)
- 2003: Wer küsst schon einen Leguan?
- 2005: Der Häftling des Monats
- 2012: Willkommen auf dem Land
- 2013: Heiter bis tödlich: Hubert und Staller
- 2013: Der Weihnachtskrieg
- 2013: SOKO 5113 (Fernsehserie, eine Folge)
- 2014: Wilsberg: Das Geld der Anderen
- 2014: Starfighter – Sie wollten den Himmel erobern
- 2015: Rentnercops
- 2015: Einstein (Fernsehfilm)
- 2015: Route B96
- 2015: Das Geständnis
- 2016: SOKO Stuttgart
- 2015: Nur nicht aufregen! (Fernsehfilm – Gesellschaftskomödie – Fernsehspiel)
- 2018: Sarah Kohr – Mord im Alten Land
- 2018: Morden im Norden (Fernsehserie, Folge Heilende Hände)
- 2021: Harter Brocken: Der Waffendeal
- 2021: Die Heiland – Wir sind Anwalt (Fernsehserie, Folge 48 Stunden)
- 2022: Harter Brocken: Das Überlebenstraining
- 2023: Polizeiruf 110: Cottbus Kopflos

## Auszeichnungen
- 1. Preis 2004  mit dem Theaterhaus Jena beim "Impulse Festival" für das Stück "Margot und Hannelore" von Marc Becker, Regie: Christian von Treskow mit Rainald Grebe, René Marik, Maximilian Grill, Barbara Wurster, This Maag, Holger Kraft und Sophie Basse.
- Mit der Opernkompanie Novoflot unter der Regie von Svem Holm und dem Bühnenbild von Graft Gesellschaft von Architekten wurde die Inszenierung "Das Weihnahtsoratotium" zur Opernproduktion des Jahres 2010 nominiert.